# 東京都立町田総合高等学校
東京都立町田総合高等学校（とうきょうとりつ まちだそうごうこうとうがっこう）は、東京都町田市木曽西三丁目にある都立高等学校である。通称は「町総」（まちそう）。前身は忠生高等学校。

## 設置学科
- 総合学科
  - 「暮らし」系列
  - 「ひと」系列
  - 「まち」系列
  - 「自然」系列

## 概要
東京都立忠生高等学校（2009年3月廃校）と東京都立町田高等学校全日制家政科を統合改編し、都内で9校目となる総合学科設置校として2010年4月に開校。校地は旧忠生高の跡地を使用している。生徒は女子比率が高い。

## 沿革
- 2008年（平成20年）4月1日 - 東京都立町田地区総合学科高等学校(仮称)開設準備室を東京都立町田高等学校内に設置し、開設業務を開始

- 2009年（平成21年）
  - 9月24日 - 本校舎改修工事着工
  - 10月 - 設置認可、校章決定
  - 11月13日 - 校歌制定
- 2010年（平成22年）
  - 4月1日 - 開校。都教育委員会より部活動推進指定校、世界に発信する日本の伝統・文化推進校に指定される
  - 10月18日 - アスリートによる「1日校長先生」事業実施校に指定される
  - 11月20日 - 開校記念式典
- 2011年（平成23年）6月4日 - グラウンド完成記念セレモニー
- 2012年（平成24年）4月1日 - 都教育委員会より世界に発信する日本の伝統・文化推進校に再指定、スポーツ教育推進指定校に指定される
- 2015年（平成27年）4月1日 -  都教育委員会より部活動推進指定校に再指定、言語能力向上拠点校、オリンピック・パラリンピック教育推進校に指定される。
- 2018年（平成30年）4月1日 - 都教育委員会よりアクティブ・ラーニング推進校に指定される
- 2019年（令和元年）
  - 4月1日 - 都教育委員会よりスポーツ特別強化校、海外学校間交流推進校に指定される
  - 6月18日 -  都教育委員会より西部学校経営支援センター特別指定校に指定される
  - 11月8日 - 創立10周年記念式典
- 2021年（令和3年）4月1日 - 都教育委員会よりスポーツ特別強化校、海外学校間交流推進校に再指定、地域探究推進校、学力向上研究校に指定される
- 2022年（令和4年）4月1日 -  都教育委員会より地域探究推進校、海外学校間交流推進校に再指定、Sport-Science Promotion Clubに指定される

## 校歌
作詞・作曲を、シンガーソングライター・作詞家・作曲家の小椋佳が担当している。

## 部活動
運動部
- 空手部
- 剣道部
- 女子硬式テニス部
- 男子硬式テニス部
- 男子サッカー部
- ソフトボール部
- ダンス部
- 軟式野球部
- 女子バスケットボール部
- 男子バスケットボール部
- バドミントン部
- バトントワリング部
- 女子バレーボール部
- ラクロス部
- 陸上部

文化部
- イラスト部
- 演劇部
- クッキング部
- 軽音楽部
- 光画部
- 吹奏楽部
- 和太鼓部

同好会
- アカペラ同好会
- かるた同好会
- コンピュータ同好会
- 筝曲同好会
- 創作音楽同好会
- 天文同好会
- トレーニング同好会
- 文芸同好会

## 交通
- JR横浜線古淵駅 徒歩20分
- 町田バスセンターから神奈川中央交通
  - 町17・町78・町33 「町田総合高校前」下車
  - 町12 ｢木曽南団地｣下車。徒歩3分

## 高校関係者と組織

### 関連団体
- 町田総合高校同窓会

### 高校関係者一覧

#### 旧・町田高校家政科
- 山本香織 - 「劇団すごろく」の女優[1]

#### 旧・忠生高校
- 豊口めぐみ - アニメ「プリキュア」シリーズなどの声優
- 春畑道哉 - ロックバンド「TUBE」のギタリスト、作曲家
- 藤吉信次 - プロサッカー選手
- 東友美 - 町田市議会議員
- 澤屋敷純一 - キックボクサー

## 不祥事
2019年1月15日、ピアスをつけて登校した男子生徒と、それを咎めた指導担当の男性教諭が口論となった。その際、男性教諭が男子生徒の顔を殴打し、倒れたところを引きずった様子を撮影した動画がネット上で拡散。男子生徒は口の中が切れるけがをした。17日、男性教諭は男子生徒と家族に「感情的になって申し訳なかった。今後二度としない」と謝罪。18日、学校が記者会見を開き、校長は体罰があったことを認め、謝罪。さらに、男性教諭が暴力を振るった背景の説明を避けたが「生徒に問題や指導すべきことがあったために手が出たのではない」と話し、生徒に落ち度はなかったとの認識を示した。また、東京都知事の小池百合子は「これまでも、ガイドラインを作ったり、校内研修を行ってきたりしている。そういう中で、こういう事態が発生したことについて、私も残念に思う」とコメントしている。
なお、この件はNHKや民放各局も報じたが、一部の番組では男性教諭が暴行するシーンのみを流し、男子生徒が教諭に対して口にした暴言、誰が発したのかは不明だが「ツイッターで炎上させようぜ」といった言葉が切り取られているとして、批判の声が上がっている。